# World Cup of Poker
Il World Cup of Poker (WCP) è stato un torneo di poker sportivo di cadenza annuale, esistito dal 2004 al 2015.

## Formato
Il WCP prevedeva eventi preliminari online e successivamente le fasi finali live.

## Albo d'oro
- World Cup of Poker I (2004): Costa Rica
- World Cup of Poker II (2005): Costa Rica
- World Cup of Poker III (2006): Polonia
- World Cup of Poker IV (2007): Stati Uniti d'America
- World Cup of Poker V (2009): Germania
- World Cup of Poker VI (2010): Taiwan
- World Cup of Poker VII (2011): Italia
- World Cup of Poker VIII (2012): Perù
- World Cup of Poker IX (2013): Russia
- World Cup of Poker X (2014): Spagna
- World Cup of Poker XI (2015): Germania[1]